# Kamimuria brunneicornis
Kamimuria brunneicornis är en bäcksländeart som först beskrevs av František Klapálek 1921.  Kamimuria brunneicornis ingår i släktet Kamimuria och familjen jättebäcksländor. Inga underarter finns listade i Catalogue of Life.